# Parapnyxia armata
Parapnyxia armata är en tvåvingeart som beskrevs av Werner Mohrig 1970. Parapnyxia armata ingår i släktet Parapnyxia och familjen sorgmyggor.
Artens utbredningsområde är Turkmenistan. Inga underarter finns listade i Catalogue of Life.